# عسل (فلم)
عسل (بالتركية: Bal) هو فيلم من نوع دراما أُصدر في 2010. الفيلم من إخراج وسيناريو Semih Kaplanoğlu ‏. الفيلم هو الجزء الثالث والأخير من "ثلاثية يوسف"، التي تشمل أيضاً فيلمي "البيض" و"الحليب". عرض الفيلم لأول مرة في 16 فبراير 2010 في مسابقة مهرجان برلين السينمائي الدولي في دورته الستين، حيث أصبح الفيلم التركي الثالث بعد "صيف بلا ماء" في 1964 و"رأسًا على عقب" في 2004، الذي يفوز بجائزة الدب الذهبي. تم عرض الفيلم في صالات السينما في تركيا بدءًا من 9 أبريل 2010، وتم اختياره ليكون مرشح تركيا الرسمي لجائزة أوسكار أفضل فيلم أجنبي في حفل توزيع جوائز الأوسكار الـ83، لكنه لم ينجح في الوصول إلى القائمة النهائية.

## القصة
تقع أحداث الفيلم في جبال كاتشكار، في منطقة البحر الأسود الشرقية النائية وغير المتطورة، يتجول طفل في السادسة من عمره (يوسف) في الغابات بحثًا عن والده المفقود، محاولًا فهم حياته. والد يوسف هو مربي نحل اختفت نحلته بشكل غير متوقع، مما يهدد مصدر رزقه. تتسبب حادثة غريبة في مقتل الوالد. الفيلم يحتوي على حوار وموسيقى قليلة. الشخصيات الرئيسية الثلاث (يوسف ووالداه) جميعهم قليلون في الكلام، والموسيقى التصويرية مملوءة بأصوات الغابة والكائنات التي تعيش فيها. البيئة تعتبر موضوعًا متكررًا في الفيلم.

## الإنتاج
"عسل" هو الجزء الأخير من "ثلاثية يوسف" السيرة الذاتية لكابلان أوغلو، والتي سميت على اسم الشخصية الرئيسية، والتي سبق أن شملت "البيض" (Yumurta، 2007) و"الحليب" (Süt، 2008). تم عرض "البيض" في مهرجان كان، بينما تم عرض "الحليب" في مهرجان فينيسيا. تُعرض الثلاثية بالترتيب الزمني العكسي، حيث يستكشف "عسل" الطفولة المبكرة ليوسف.
تم تصوير الفيلم في منطقة "تشامليهمشين" في محافظة ريزي شمال شرق تركيا، وتم إنتاجه بشكل مشترك بين شركة "كابلان فيلم للإنتاج" التركية وشركة "هايماتفيلم" الألمانية، حيث تم التصوير في جبال تركيا. تم دعم كتابة السيناريو بمنحة قدرها 25,000 ليرة تركية (حوالي 12,000 يورو أو 16,500 دولار أمريكي) من صندوق تطوير السيناريو في مهرجان أنطاليا لسينما أوراسيا، في حين تم دعم الإنتاج من قبل تمويل من صندوق "يوريماجز" التابع لمجلس أوروبا، ومؤسسة فيلم نوردراين فيستفالن، ومحطات التلفزيون ZDF وArte.

## طاقم التمثيل
- أردال بشيكتشي أوغلو
- تولين اوزان

## الاستقبال

### الجوائز والترشيحات
تغلب "عسل" على 19 فيلمًا آخر من جميع أنحاء العالم ليحصد جائزة الدب الذهبي. وقد اعتُبر فوزه "مفاجئًا" من قبل البعض. وعندما سُئل كابلان أوغلو عن ذلك، ذكر أنه تذكر لقاء مع دب أثناء تصوير الفيلم، وقال: "الدب عاد الآن". وفي مؤتمر صحفي، أضاف المخرج: "باسم الأفلام التركية، هذه جائزة ذات معنى كبير. إنها تساعد في صنع أفلام أفضل". تم ترشيح الفيلم لجائزة أفضل فيلم، وأفضل مخرج، وأفضل تصوير سينمائي في جوائز السينما الأوروبية الـ23.

### الاستجابة النقدية
حظي الفيلم بمراجعات إيجابية من النقاد. حصل "عسل" على تقييم 85% على موقع "Rotten Tomatoes" الخاص بتجميع المراجعات، بناءً على 27 مراجعة، مع تقييم متوسط 6.8/10. كما حصل الفيلم على درجة متوسط مرجح قدرها 70 من 100 على "Metacritic" استنادًا إلى 5 نقاد، مما يدل على "مراجعات إيجابية عمومًا".
أشادت كاتيا نيكوديموس (من صحيفة "دي تسايت") بالفيلم ووصفته بأنه "رواية وجودية عن رؤية العالم من منظور طفل، وعن الفقدان والحزن". وقد أشادت بالإيقاع الهادئ وتصوير المناظر الطبيعية، قائلة: "في "بال"، يمكنك أن تشم رائحة المطر يتناثر على الطفل في طريقه إلى المدرسة". أما ديتليف كوهلبروت (من صحيفة "دي تاجس تسيتونغ") فقد وصف فيلم كابلان أوغلو بأنه "تأملي". بينما وصفت كريستينا تيلمان (من صحيفة "تاجس شبيجل") الفيلم بأنه "أحد أجمل وأكثر الأفلام الحميمة في هذا المهرجان"، وأضافت أنه مصنوع من مكونات غير استثنائية "... فيلم يجعل المشاهد يحلم. إنه يشبه الرياح، مثل الأوكسجين، الهواء الذي ترغب في الاحتفاظ به معك لأطول فترة ممكنة. أو مثل الشمس التي تشرق في الغابة عبر أشجار شاهقة بشكل مذهل".

## وصلات خارجية
- عسل على موقع IMDb (الإنجليزية)
- عسل على موقع ميتاكريتيك (الإنجليزية)
- عسل على موقع روتن توميتوز (الإنجليزية)
- عسل على موقع نتفليكس (الإنجليزية)
- عسل على موقع ألو سيني (الفرنسية)
- عسل على موقع Turner Classic Movies (الإنجليزية)
- عسل على موقع أول موفي (الإنجليزية)
- عسل على موقع فيلمافينيتي (الإسبانية)
- عسل على موقع قاعدة بيانات الأفلام السويدية (السويدية)
- عسل على موقع قاعدة بيانات الفيلم (الإنجليزية)